# Musée Jean-Lurçat et de la Tapisserie contemporaine
Le musée Jean-Lurçat et de la tapisserie contemporaine est un musée de la ville d'Angers.

## Histoire
Il est situé dans l'hôpital médiéval Saint-Jean et dans un ancien orphelinat. Il abrite depuis le 16 mai 1968 le plus grand ensemble contemporain de tapisseries, le Chant du monde de Jean Lurçat.

## Description
Le musée se veut comme l'écho contemporain à la Tenture de l'Apocalypse, le plus grand ensemble médiéval de tapisseries. Dans la grande salle des malades de l'ancien hôpital, il regroupe un ensemble de dix tapisseries (réalisées par Jean Lurçat de 1957 à 1966) qui constitue une vision épique, poétique, symbolique et humaniste du XXe siècle.
Dans un bâtiment voisin, ancien orphelinat du XVIIe siècle, des grandes tentures aux petits formats, l’accrochage des collections suit le fil de la tapisserie depuis la deuxième guerre mondiale jusqu’aux démarches les plus contemporaines. Le noyau des collections est constitué des donations Jean Lurçat, Thomas Gleb et Josep Grau-Garriga. Il présente des œuvres d'Yves Millecamps, Mario Prassinos, Michel Tourlière ou Robert Wogensky. Le musée présente ensuite les artistes de la Nouvelle Tapisserie et enfin les démarches contemporaines liées à l'art du souple ou fiber art. On retrouve dans les collections Fanny Viollet, Simone Pheulpin ou Patrice Hugues.
Le musée présente deux expositions temporaires par an, consacrées à des monographies d'artistes ou à des expositions de groupe, en privilégiant la recherche textile contemporaine.
Une fois tous les 3 ans, le musée Jean-Lurçat et de la tapisserie contemporaine organise un concours de mini-textiles et présente les œuvres sélectionnées dans une exposition qui circule ensuite dans différents pays.

## Fréquentation
| Année | Entrées gratuites | Entrées payantes | Total  |
| ----- | ----------------- | ---------------- | ------ |
| 2001  | 42 327            | 18 119           | 60 446 |
| 2002  | 55 620            | 16 989           | 72 609 |
| 2003  | 42 609            | 14 714           | 57 323 |
| 2004  | 38 848            | 14 145           | 52 993 |
| 2005  | 36 575            | 14 192           | 50 767 |
| 2006  | 43 474            | 13 267           | 56 741 |
| 2007  | 33 077            | 13 505           | 46 582 |
| 2008  | 32 487            | 13 370           | 45 857 |
| 2009  | 42 214            | 16 982           | 59 196 |
| 2010  | 37 714            | 13 805           | 51 519 |
| 2011  | 39 781            | 15 488           | 55 269 |
| 2012  | 47 177            | 17 329           | 64 506 |
| 2013  | 43 502            | 15 386           | 58 888 |
| 2014  | 45 130            | 15 966           | 61 096 |
| 2015  | 38 340            | 15 793           | 54 133 |
| 2016  | 40 994            | 15 361           | 56 355 |
| 2017  | 39 318            | 19 234           | 58 552 |
| 2018  | 41 206            | 13 756           | 54 962 |
| 2019  | 26 246            | 15 812           | 42 057 |